# Josef Habermann
Josef Habermann (31. října 1841 Nový Jičín – 20. května 1914 Brno) byl rakouský chemik, vysokoškolský pedagog a politik německé národnosti působící na Moravě. Na konci 19. století byl poslancem Říšské rady.

## Biografie
Vystudoval reálnou školu v Opavě a Vysokou školu technickou ve Vídni u Antona Schröttera von Kristelliho. Potom byl na této škole asistentem Schröttera a Heinricha Hlasiwetze. Roku 1875 se stal řádným profesorem chemie na německé technice v Brně. Zasloužil se o hlubší poznání cukrů a proteinů.
Na konci 19. století se zapojil i do celostátní politiky. V doplňovacích volbách roku 1886 byl zvolen do Říšské rady (celostátní zákonodárný sbor) za městskou kurii, obvod Nový Jičín, Štramberk atd. Nastoupil 29. září 1886 místo Alfreda Skeneho. Za týž obvod uspěl i v řádných volbách do Říšské rady roku 1891. Ve volbách do Říšské rady roku 1897 byl do parlamentu zvolen za kurii obchodních a živnostenských komor, obvod Brno. V roce 1897 se profesně uvádí jako profesor na Technické vysoké škole v Brně.
Patřil k tzv. Ústavní straně (liberálně a centralisticky orientovaná, odmítající federalistické aspirace neněmeckých etnik). Po nástupu na Říšskou radu usedl do frakce Německorakouský klub, která vznikla rozpadem předchozího širšího liberálního klubu Sjednocené levice. V roce 1890 se uvádí jako poslanec obnoveného klubu německých liberálů, nyní oficiálně nazývaného Sjednocená německá levice. I ve volbách roku 1891 byl na Říšskou radu zvolen za klub Sjednocené německé levice. Ve volbách roku 1897 kandidoval do parlamentu za Německou pokrokovou stranu.
Působil jako poradce ministerstva obchodu a člen zemské školní rady na Moravě. Zastával funkci předsedy Moravského živnostenského svazu. Byl mu udělen Řád železné koruny III. třídy. Roku 1908 získal titul dvorního rady.
Zemřel v květnu 1914.